# Marco Serra
Marco Serra (San Donato di Lecce, 25 aprile 1962) è un ex calciatore italiano, di ruolo difensore.

## Carriera
In carriera ha collezionato 80 presenze in Serie B.
Il 3 settembre 1991, mentre era in forza alla Casertana, siglò una rete contro l'Inter in Coppa Italia, che consentì ai campani di raggiungere il pareggio per 2-2; i nerazzurri furono tuttavia qualificati in virtù del successo per 1-0 dell'andata.

## Palmarès

### Club

#### Competizioni nazionali
- Campionato italiano Serie C1: 3

Taranto: 1985-1986
Casertana: 1990-1991
Palermo: 1992-1993
- Coppa Italia Serie C: 1

Palermo: 1992-1993